# Боскье, Бернар
Берна́р Боскье́ (фр. Bernard Bosquier; род. 19 июня 1942, Тонон-ле-Бен) — французский футболист, защитник; спортивный директор.

## Клубная карьера
Во взрослом футболе дебютировал в 1959 году выступлениями за команду клуба «Олимпик» из Алеса, в которой провёл два сезона, приняв участие в 30 матчах чемпионата.
Своей игрой за эту команду привлёк внимание представителей тренерского штаба клуба «Сошо», в состав которого перешёл в 1961 году. Сыграл за команду пять сезонов. Большую часть времени, проведённого в составе «Сошо», был основным игроком защиты команды.
В 1966 году заключил контракт с клубом «Сент-Этьен», в составе которого провёл пять лет своей карьеры. Играя в составе «Сент-Этьена», выходил на поле в основном составе команды. В то время «Сент-Этьен» доминировал во французском футболе, выиграв четыре чемпионских титула подряд (в 1967—1970 годах). Боскье был неотъемлемой частью успехов команды, признавался в 1967 и 1968 годах футболистом года во Франции.
С 1971 года три сезона защищал цвета марсельского «Олимпика». Тренерским штабом нового клуба также рассматривался как игрок основы. За это время завоевал ещё один титул чемпиона Франции, стал обладателем Кубка Франции.
Завершил профессиональную игровую карьеру в клубе из нижней лиги «Мартиг», за который выступал в течение 1974—1976 годов.

## Карьера за сборную
В 1964 году дебютировал за сборную Франции. На протяжении карьеры в национальной команде, которая длилась 8 лет, провёл в форме главной команды страны 42 матча, забив 3 мяча.
В составе сборной был участником чемпионата мира 1966 в Англии.

## Достижения
Сошо
- 2-е место Лиги 2: 1963/64

Сент-Этьен
- Чемпион Франции: 1966/67, 1967/68, 1968/69, 1969/70
- Вице-чемпион Франции: 1970/71
- Обладатель Кубка Франции: 1967/68, 1969/70
- Обладатель Суперубка Франции: 1967, 1968, 1969

Олимпик Марсель
- Чемпион Франции: 1971/72
- Обладатель Кубка Франции: 1971/72

Индивидуальные
- Футболист года во Франции: 1967, 1968